# Therapy?
I Therapy? sono un gruppo alternative metal nordirlandese. Sono stati formati nel 1989 dal chitarrista/cantante Andy Cairns di Ballyclare e dal batterista Fyfe Ewing di Larne, paesino dell'Irlanda del Nord. La band incise il suo primo demo con al basso lo stesso Cairns, mentre successivamente venne ingaggiato il bassista Michael McKeegan.
Con uno spiccato senso dell'umorismo, uno stile che spesso strizzava l'occhio al pop ed a molti altri generi musicali, i Therapy? si fecero notare nei primi anni novanta sull'onda della popolarità riscossa dalle sonorità alternative rock, e la loro celebrità durò per più di una decina d'anni.
Nonostante siano scomparsi dalle classifiche, i Therapy continuano a incidere album e fare tournée.
Con l'arrivo di Neil Cooper alla batteria, la band ha raggiunto una formazione stabile dal 2004.
Sono attualmente sotto contratto con la Demolition Records, e vengono distribuiti a livello mondiale dalla Global Music.
Ad oggi la band ha venduto più di 2 milioni di album.

## Discografia

### Album in studio
- 1991 - Babyteeth
- 1992 - Pleasure Death
- 1992 - Nurse
- 1994 - Troublegum
- 1995 - Infernal Love
- 1998 - Semi-Detached
- 1999 - Suicide Pact - You First
- 2001 - Shameless
- 2003 - High Anxiety
- 2004 - Never Apologise Never Explain
- 2006 - One Cure Fits All
- 2009 - Crooked Timber
- 2012 - A Brief Crack of Light
- 2015 - Disquiet
- 2018 - Cleave
- 2023 - Hard Cold Fire

### Album dal vivo
- 2010 - We're Here to the End
- 2017 - Communion: Live at the Union Chapel

### Raccolte
- 1992 - Caucasian Psychosis
- 2000 - So Much for the Ten Year Plan
- 2007 - Music Through a Cheap Transistor
- 2013 - The Gemil Box
- 2014 - Stories – The Singles Collection

### EP
- 1993 - Shortsharpshock E.P.
- 1993 - Face the Strange E.P.
- 1993 - Opal Mantra
- 1993 - Born in a Crash
- 1993 - Hats Off to the Insane